# بوروري (كومونا)
بوروري، (بالإنجليزية: Borore)‏، (سردينيا: Bòrore) هي بلدية في مقاطعة نوورو في إقليم سردينيا الإيطالي، وتقع على بعد حوالي 110 كيلومترًا (68 ميل) شمال كالياري، وحوالي 50 كم (31 ميل) غرب نوورو.

## السكان
في سنة 1861 بلغ عدد السكان 2٬161 نسمة، وتطور العدد ليصل في سنة 2011 لـ 2٬190 نسمة.
يظهر هذا المخطط البياني تطور النمو السكاني لـ بوروري (كومونا)